# أليسون ديفيس
أليسون ديفيس (بالإنجليزية: Allison Davis)‏ هو عالم إنسان أمريكي، ولد في 14 أكتوبر 1902 في واشنطن العاصمة في الولايات المتحدة، وتوفي في 21 نوفمبر 1983 في شيكاغو في الولايات المتحدة.